# Molho de alho

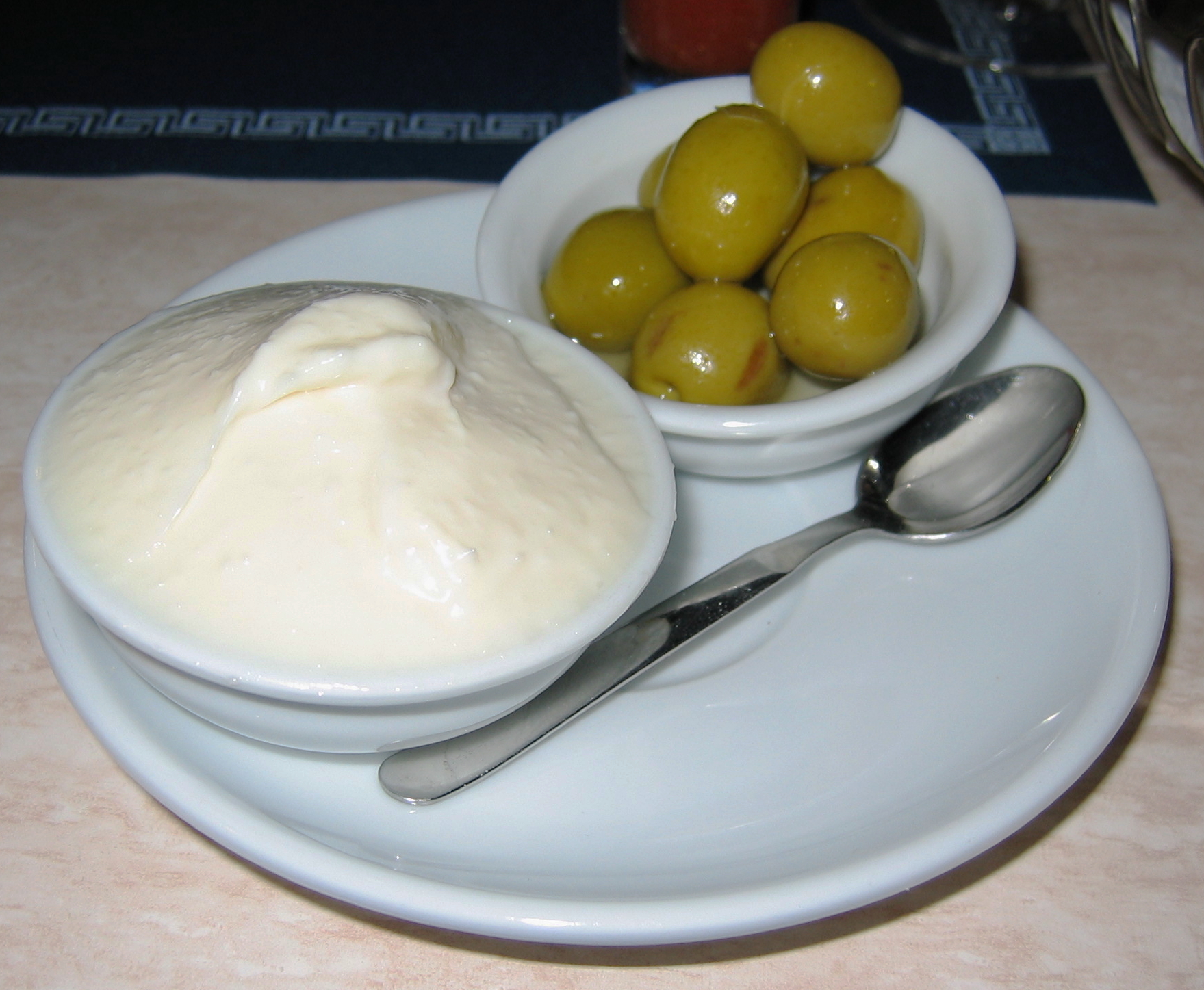
Aioli com azeitonas

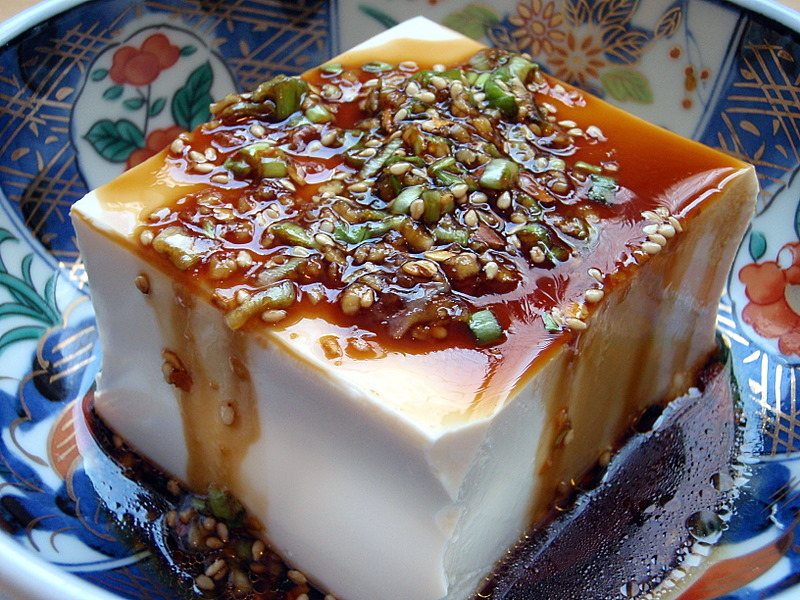
Tofu com molho de alho apimentado

Molho de alho é um molho preparado com alho como ingrediente principal. Normalmente tem um sabor pungente, com a profundidade do sabor do alho determinado pela quantidade utilizada do ingrediente. O alho é geralmente utilizado amassado ou finamente picado. O molho simples é feito apenas do alho adicionado a outro ingrediente que se misturará com ele por meio de emulsão, como óleo, manteiga ou maionese. Vários ingredientes adicionais podem ser usados na preparação.
A receita pode ser usado para complementar ou adicionar sabor a muitos alimentos e pratos, como bifes, peixes, frutos do mar, carne de carneiro,chuleta, frango, ovos e legumes. Ele também é usado como condimento.

## Tipos de molho de alho

### Agliata

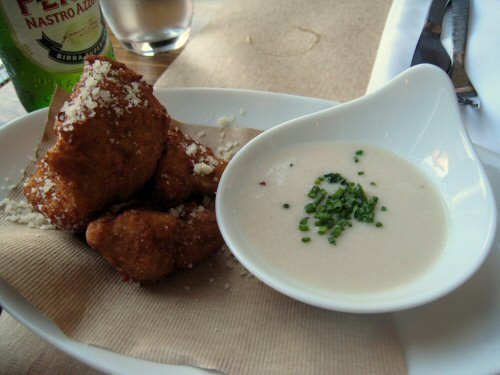
Couve-flor à milanesa servida com agliata

Agliata é um condimento salgado de alho utilizado na cozinha italiana para dar sabor e acompanhar carnes, peixes e vegetais assados, fritos ou cozidos. Seu primeiro registro data da Roma Antiga, e continua sendo uma receita popular na culinária da Ligúria, no noroeste da Itália. Um molho similar, preparado com alho-poró no lugar do alho, recebe o nome de Porrata.

### Aioli
Aioli é um molho feito de alho e azeite de oliva do Mediterrâneo; em algumas regiões, outros emulsificantes como o ovo são utilizados. O nome significa "alho e óleo" em Catalão e Provençal. É particularmente associado com a culinária das costas mediterrâneas da Espanha (Valência, Catalunha, Ilhas Baleares, Múrcia e Andaluzia oriental), França (Provence) e Itália (Ligúria).

### Molho de alho e mel

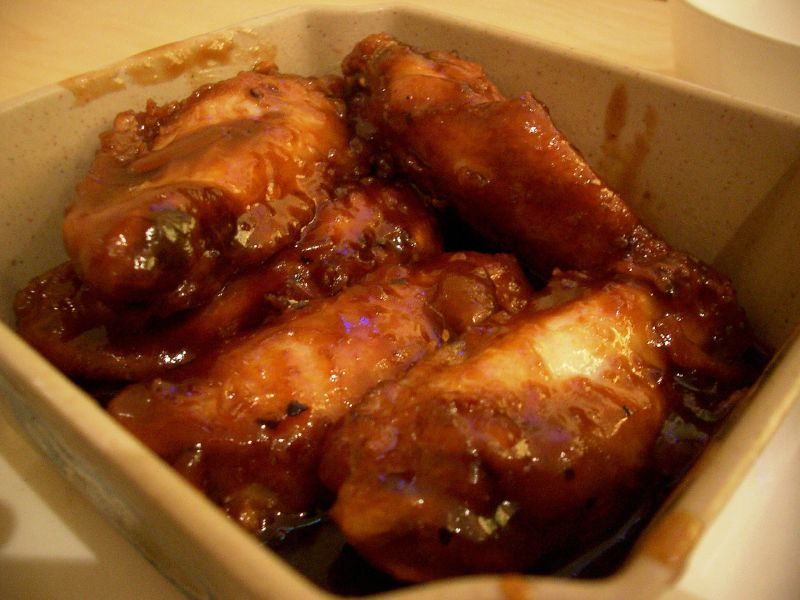
Asas de frango com molho de alho e mel

Molho de alho e mel (Honey garlic sauce) é um molho agridoce popular no Canadá. Ele é geralmente colocado em asas de frango, costelas e outros alimentos de carne como almôndegas.

### Mojo
Na culinária cubana, o nome mojo se aplica a qualquer molho que é feito com base em azeite de oliva ou banha de porco, alho e o suco de alguma fruta cítrica, tradicionalmente de laranja-azeda. Ele é utilizado para dar sabor ao aipim e também para marinar carnes assadas, principalmente suína.

### Mujdei
Mujdei é um molho picante da culinária da Romênia, feito de dentes de alho esmagados e moídos até se transformarem em uma pasta, salgados e misturados com água ou algum óleo vegetal. O óleo mais usado na preparação é o de girassol.

### Skordalia
Skordalia é um purê grosso da cozinha grega, feito pela combinação de alho esmagado com uma base densa que pode ser feita de pão amanhecido hidratado, purê de batatas, nozes ou amêndoas. Em seguida, azeite é batido na mistura para que se torne uma emulsão suave. Vinagre também pode ser adicionado.

### Ta'leya
Ta'leya é um molho de alho da culinária egípcia, feito fritando alho e adicionando vinagre e especiarias.

### Taratoor
Taratoor é um cremoso molho de alho da cozinha árabe da região do Golfo Pérsico e da cozinha francesa. Ele é um antecessor do aioli, e foi preparado inicialmente por camponeses da Grande Síria. Mais tarde, foi levado para a Península Ibérica pelos fenícios, e foram levados novamente para lá posteriormente pelos árabes; a partir disso, ele chegou no sul da França.

### Molho de tomate com alho
Essa versão é preparada utilizando tomates como ingredientes principais. Na cozinha italiana, alla pizzaiola refere-se ao tomate-molho de alho, que é usada em pizzas, massas e carnes.

### Toum
Toum é um molho de alho comum no Levante. Semelhante ao aioli Provençal, ele é feito de alho, sal, azeite ou óleo vegetal e suco de limão, ingredientes que são tradicionalmente esmagados juntos utilizando um pilão de madeira.